# 張文雄 (臺灣)
張文雄（1938年6月10日—2016年4月3日），曾任景文科技大學董事長，國立高雄工業專科學校（今為國立高雄科技大學）校長、國立台北工業專科學校（今為國立台北科技大學）校長、國立雲林科技大學創校校長、龍華科技大學校長。